# Brinken - Skate Revolution
Brinken - Skate Revolution (翼空之巅, Yì kōng zhī diān) è una serie televisiva d'animazione cinese di quaranta episodi, prodotta dalla Guangdong Alpha Animation and Culture e trasmessa in Cina dall'aprile 2013. In Italia la serie è andata in onda su K2, in versione internazionale da ventisei episodi, a partire dal 15 dicembre 2014. La sigla originale s'intitola Brinken, ed è stata usata anche nell'edizione italiana con testo adattato (cantata da Valerio Marchei).

## Trama
In una città del futuro molti ragazzi possono giocare attraverso i Finger Skateboard, degli skateboard in grado di muovere a volontà del giocatore il personaggio simulato in una battaglia. Un nuovo giocatore entrato per caso nel negozio del signor Oun Yian, Alon Wolf, diventa un grande giocatore di Fingerskate insieme ai suoi amici Elma Yian, Earl Orange e Franco Shoru. Questi vivono tante avventure combattendo Alessandro, figlio di Philip, l'uomo con cui Oun ha realizzato i Fingerskate, e i suoi fedeli scagnozzi Tim, Sam e Elton, che desiderano impossessarsi delle quattro pergamene.

## Personaggi

### Personaggi principali
Alon Wolf
Doppiato da: Cristiano Adiutori (edizione italiana)
Un nuovo giocatore di Fingerskate entrato per puro caso nel negozio del signor Oun Yian e che stringe amicizia con Earl Orange, di cui diventa il rivale, Elma e Franco Shoru. È un ragazzo determinato con un dente di lupo, animale rappresentato dal suo Fingerskate, e cerca sempre la vittoria e nuove emozionanti battaglie. È compagno di scuola di Earl, Elma e Mary.
Earl Orange
Doppiato da: Danilo Ottaviani (edizione italiana)
Il più grande rivale, nonché amico, di Alon, con cui si scontra spesso. Molto potente, anch'egli è determinato a vincere e insieme ai suoi amici combatte il male. È compagno di scuola di Alon, Elma e Mary, e ad un tratto s'innamora di Elma.
Elma Yian
Doppiata da: Alessia Gatti (edizione italiana)
La figlia del proprietario del negozio in cui si svolgono le battaglie di Fingerskate, è una grande amica di Alon, Earl e Franco. Con loro combatte il gruppo di Alessandra e vive moltissime avventure. È una giocatrice di Fingerskate e sostiene spesso i ragazzi nei loro scontri, aiutandoli.
Franco Shoru
Un giocatore di Fingerskate, su cui ha studiato per anni fino a riuscire a dominare le sfide, anche se appena incontra Alon viene colpito dalla sua determinazione e voglia di vincere.
Oun Yian
Doppiato da: Andrea Lodovichetti (edizione italiana)
Il proprietario del negozio in cui si svolgono le battaglie di Fingerskate e colui che ha costruito il simulatore per Fingerskate, ha quasi sempre un sorriso sulla faccia. Ha iniziato questa carriera per far divertire i ragazzi. Riesce a percepire i sentimenti di una persona e aiutarla.
Mary Angine/Ellie
Doppiata da: Leila Rusciani (edizione italiana)
Una compagna di scuola di Alon, Earl e Elma esperta al pianoforte. Per riuscire a utilizzare l'Holly e rispettare il senso del ritmo, Alon le chiede di aiutarlo a suonare il pianoforte, ma senza progressi. Costretta da suo padre, prova sempre a sfidare Alon al Fingerskate. Diventa una grande amica di quest'ultimo e Earl, Elma e Franco.
Dony Waterfly
Un attore e giocatore di Fingerskate professionista, anche se quando duella non si diverte. Molto abile nel gioco, fa finta di non saper combattere e tenta con questa tattica di mostrare a tutti la sua supremazia.
Flood Jover
Doppiato da: Valerio Da Silva (edizione italiana)
Un ragazzo forte e muscoloso amico dei protagonisti, grande amico di Alon, lo ha aiutato qualche volta quando era in difficoltà.

### Antagonisti
Alessandro
Vuole governare il mondo con il potere delle quattro pergamene.
Tim Frontstorn
Doppiato da: Valerio Da Silva (edizione italiana)
Un ragazzo nemico di Alon, spietato e crudele, che per vincere arriva anche a distruggere il Fingerskate dell'avversario. Fa parte del gruppo di Alessandro, che vuole impadronirsi di tutti i Fingerskate.
Elton Lander
Un ragazzo molto rapido e potente nemico del gruppo di Alon, fa parte della squadra di Alessandro. Usa i poteri del lupo per combattere contro gli avversari ed è il degno rivale di Elma nei combattimenti di Fingerskate.
Sam Firescure
Un misterioso e veloce ragazzo che fa parte della squadra di Alessandro. È il membro più potente del gruppo ed è la controparte di Earl.
Dottor What
Un malvagio dottore con tentacoli metallici che possono stritolare persone e oggetti. Durante gli scontri, oltre al Fingerskate, usa anche una piovra gigante molto potente. Indossa un mantello marrone sotto il quale nasconde le sue armi.